# Evangeliska sällskapet
Evangeliska sällskapet var ett traktatsällskap i Stockholm som bildades 1808.

## Historik
Evangeliska sällskapet bildades våren 1808 i Stockholm. De fick kunglig stadsfästelse i januari 1809. Sällskapets grundare var kongregationalistpastorn John Peterson och bestod bland annat av följande personer: statssekreteraren Mathias Rosenblad, vice presidenten Gustaf Adolph Leyonmarck i bergskollegium, föreståndaren J. Ståhling för Brödraförsamlingen, grosshandlaren Johan Hambraeus, grosshandlare Gustaf Keyser, kyrkoherden J. P. Häggman i Skeppsholmens församling, komministern i Skeppsholmens församling och bataljonspredikanten Johan Wætterdahl.

### Berättelse och redowisning
- Berättelse och redowisning af evangeliska sällskapets comité, för år 1817. Stockholm, tryckt hos Samuel Rumstedt, 1818.. Stockholm. 1818. Libris 2436801
- Berättelse och redowisning af evangeliska sällskapets comité, för år 1818. Stockholm, tryckt hos Samuel Rumstedt, 1819.. Stockholm. 1819. Libris 2436802
- Berättelse och redowisning af evangeliska sällskapets comité, för år 1827. Stockholm, tryckt hos Samuel Rumstedt, 1828.. Stockholm. 1828. Libris 2436810